# René Lorin
René Lorin (Morbier, Jura, 24 de março de 1877 – Paris, 16 de janeiro de 1933) foi um engenheiro aeroespacial francês, inventor do ramjet. Em 1908 patenteou o primeiro projeto do ramjet subsônico.

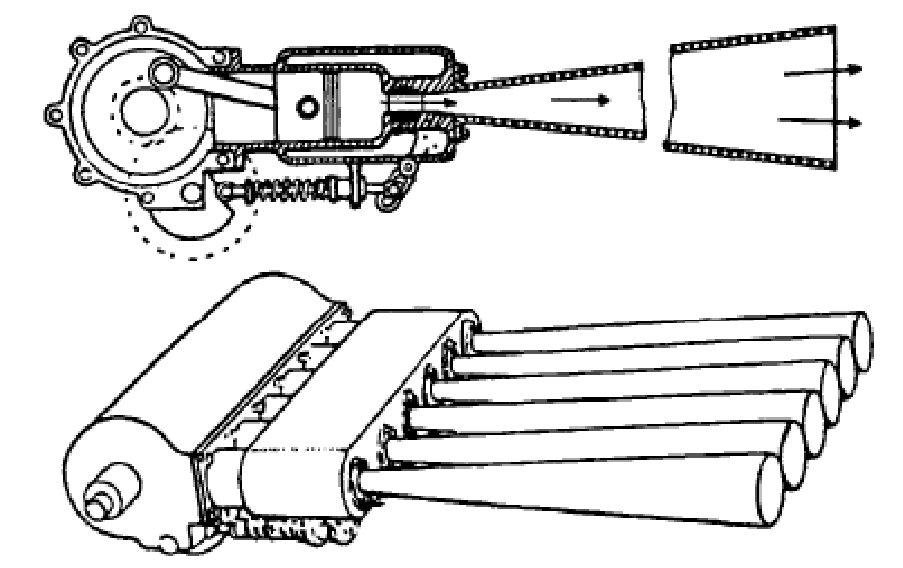
Esboço da patente de René Lorin (1908)

Lorin publicou os princípios de um ramjet em artigos do periódico L'Aérophile de 1908 a 1913, expressando a ideia de que a exaustão do motor de combustão interna pode ser direcionada para as tubeiras para criar a propulsão a jato. No entanto ele não pode construir sua invenção porque na época não era possível para uma aeronave deslocar-se suficientemente rápido para um ramjet funcionar adequadamente.
Quando René Leduc requereu uma patente sobre um projeto de ramjet em 1933, tomou conhecimento das publicações de Lorin e tentou entrar em contato com ele, vindo a saber que o mesmo havia morrido recentemente. Leduc prestou homenagens posteriores ao trabalho de Lorin.
René Lorin foi graduado pela École Centrale Paris.